# Église Saint-Martin de Remigny
L'église Saint-Martin de Remigny est une église située à Remigny, en France.

## Localisation
L'église est située sur la commune de Remigny, dans le département de l'Aisne.